# Ампхе

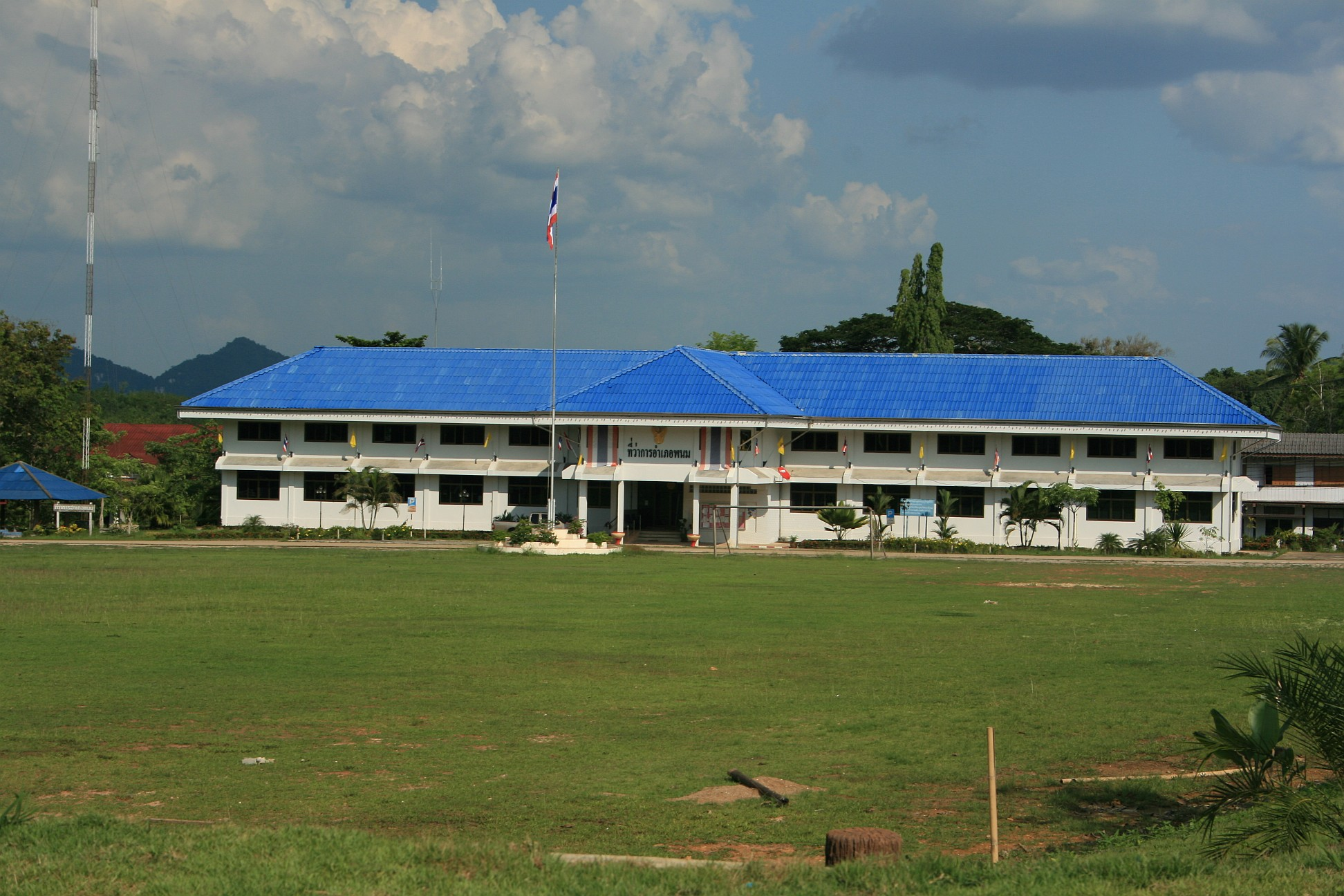
Адміністративна будівля ампхе Пханом (провінція Сураттані)

Ампхе (тай. อำเภอ) — територіальна одиниця другого порядку в Таїланді.
Адміністративно Таїланд ділиться на 76  провінцій та столичний округ Бангкока. Кожна провінція, своєю чергою, поділяється на кілька ампхе. Бангкок розділений на кхети. Кхети та ампхе еквівалентні районам в Україні та округам у США.
Кількість ампхе коливається від 3 у Пхукеті до 50 кхетів у Бангкоку. Населення Ампхе коливається від 2042 осіб в Ампхе Кокут провінції Трат до 435 122 осіб в Мианг Самутпракан (провінція Самутпракан).
На 2019 рік у країні налічується 878 ампхе  (у тому числі 81 кінгампхе) та 50 кхетів, які діляться у свою чергу на 7255 тамбонів , що складаються з 75032 мубанів  (село).
Столичний ампхе кожної провінції називається миангампхе (крім Аюттхаї).

## Система управління
Ампхе адміністрація (thiwakan amphoe) — орган центральної влади. Її очолює Управитель ампхе (district chief, тай. นายอำเภอ). У його відомстві є питання збору податків, громадського порядку, охорони здоров'я та освіти, контроль кримінальної обстановки. Управитель підпорядковується губернатору. І керуючий ампхе і секретар призначаються центральною владою (Міністерством внутрішніх справ).